# Prachtkevers
De prachtkevers (Buprestidae) zijn een familie van kevers uit de superfamilie Buprestoidea. Er zijn zo'n 15.000 soorten in 450 geslachten.

## Kenmerken
Prachtkevers zijn over het algemeen vrij slank en hebben een naar achteren toegespitst lichaam. Ze kunnen een lengte bereiken tussen 0,2 en 6,5 centimeter en hebben vaak heldere kleuren: groen, rood of blauw met stippen, strepen of banden en een metaalachtige of iriserende glans waardoor veel soorten ondanks de geringe lengte als ware kunstwerkjes worden beschouwd en veel geld waard zijn in insectencollecties.

## Leefwijze
Vrijwel alle soorten leven van planten en enkele zijn berucht om de vraatschade. De volwassen kevers zijn vaak te vinden op planten en boomstammen, waar ze honing, bloemen en stuifmeel eten. De larven graven vlakke, lange gangen in het hout van stammen, takken en wortels en richten behoorlijk wat schade aan in bossen. De eieren worden gelegd in hout.

## Verspreiding en leefgebied
Deze familie leeft voornamelijk in de tropen, ook in gematigde streken komen sommige soorten voor. In Europa en Noord-Amerika zijn de prachtkevers ook te vinden in de bebouwde omgeving. In Midden-Europa zijn er rond 125 soorten en in Nederland een kleine 25.

## Voorkomen
Prachtkevers zijn veelal te vinden op:
- Fagus
- Berken
- Eiken
- Braamstruiken
- Wilgen
- Rozen

## Onderfamilies
- Agrilinae
- Buprestinae
- Chrysochroinae
- Galbellinae
- Julodinae
- Polycestinae

## In Nederland waargenomen soorten
- Genus: Agrilus
  - Agrilus angustulus
  - Agrilus anxius - (Amerikaanse berkenprachtkever)
  - Agrilus ater - (Populierenprachtkever)
  - Agrilus betuleti
  - Agrilus biguttatus - (Eikenprachtkever)
  - Agrilus convexicollis
  - Agrilus cuprescens
  - Agrilus cyanescens
  - Agrilus laticornis
  - Agrilus olivicolor
  - Agrilus planipennis - (Essenprachtkever)
  - Agrilus pratensis
  - Agrilus sinuatus - (Toegespitst smalbuikje)
  - Agrilus subauratus
  - Agrilus sulcicollis
  - Agrilus viridis - (Groen smalbuikje)
- Genus: Anthaxia
  - Anthaxia godeti
  - Anthaxia manca
  - Anthaxia mendizabali
  - Anthaxia nitidula - (Blinkende prachtkever)
  - Anthaxia quadripunctata
  - Anthaxia salicis
  - Anthaxia sepulchralis
- Genus: Aphanisticus
  - Aphanisticus emarginatus
  - Aphanisticus pusillus
- Genus: Buprestis
  - Buprestis haemorrhoidalis
  - Buprestis novemmaculata
  - Buprestis striata
- Genus: Chrysobothris
  - Chrysobothris affinis - (Bronsprachtkever)
  - Chrysobothris solieri - (Goudgepuncteerde dennenprachtkever)
- Genus: Lamprodila
  - Lamprodila beauchenii
  - Lamprodila festiva
- Genus: Melanophila
  - Melanophila acuminata
- Genus: Phaenops
  - Phaenops cyanea
- Genus: Trachys
  - Trachys minutus - (Wilgenprachtkevertje)
  - Trachys scrobiculatus
  - Trachys troglodytes

## Afbeeldingen

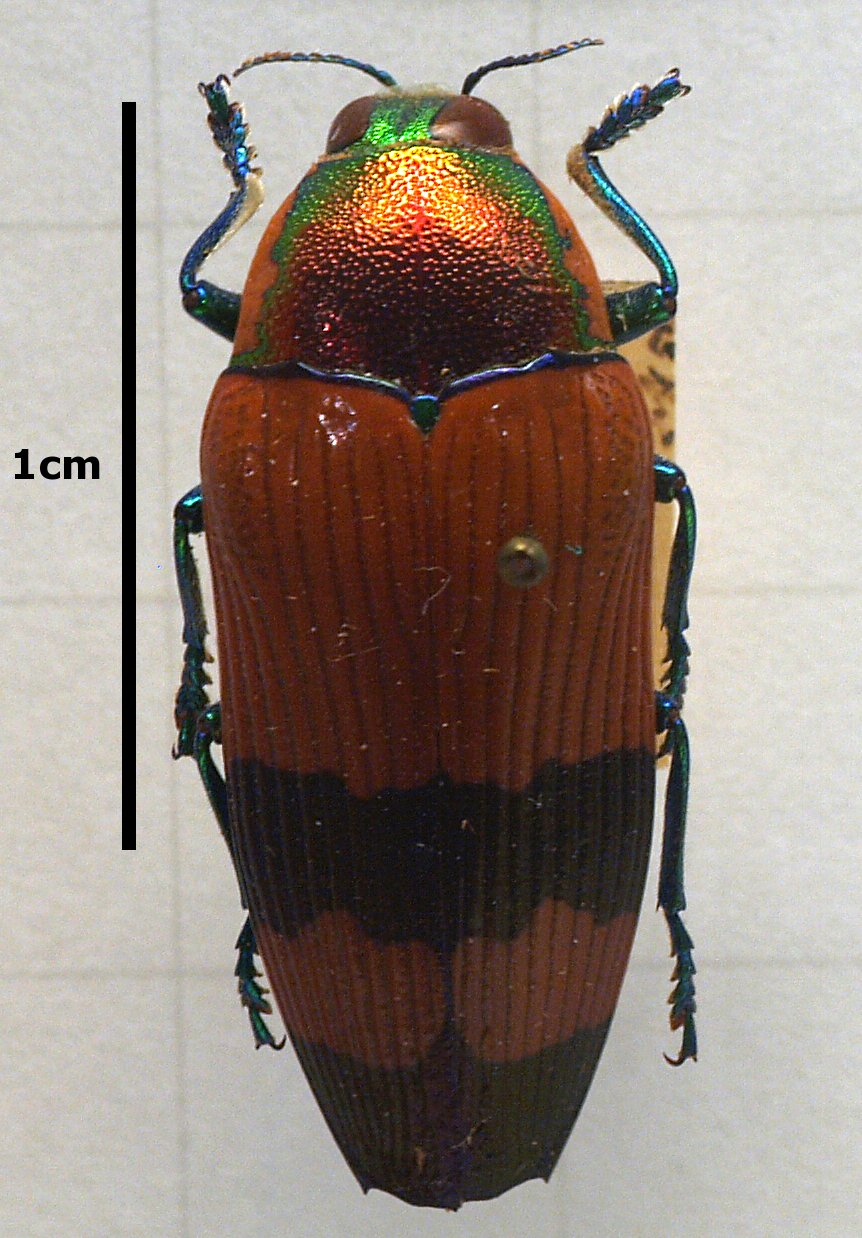
Stigmodera macfarlani uit Duitsland
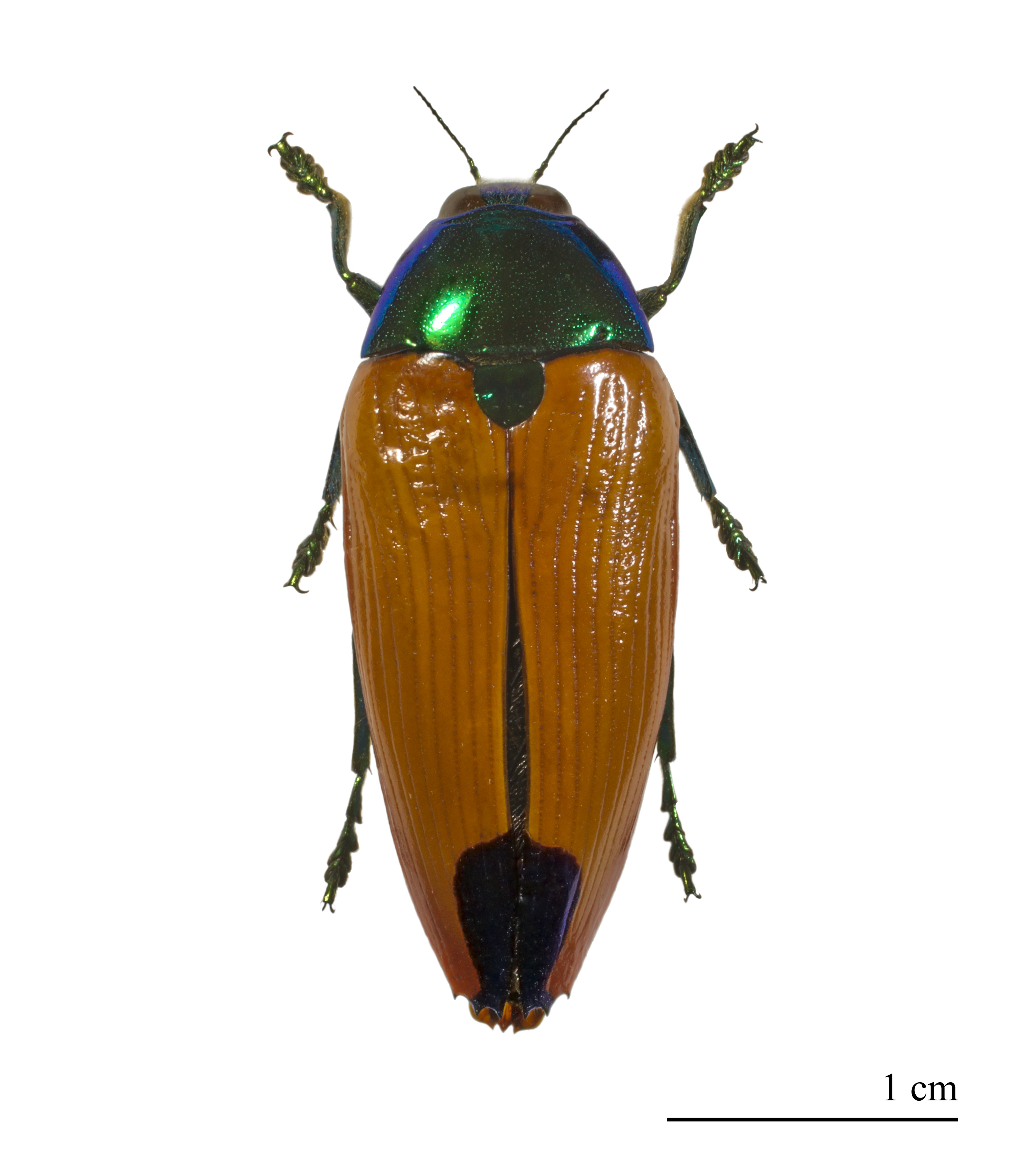
Metaxymorpha gloriosa uit Australië
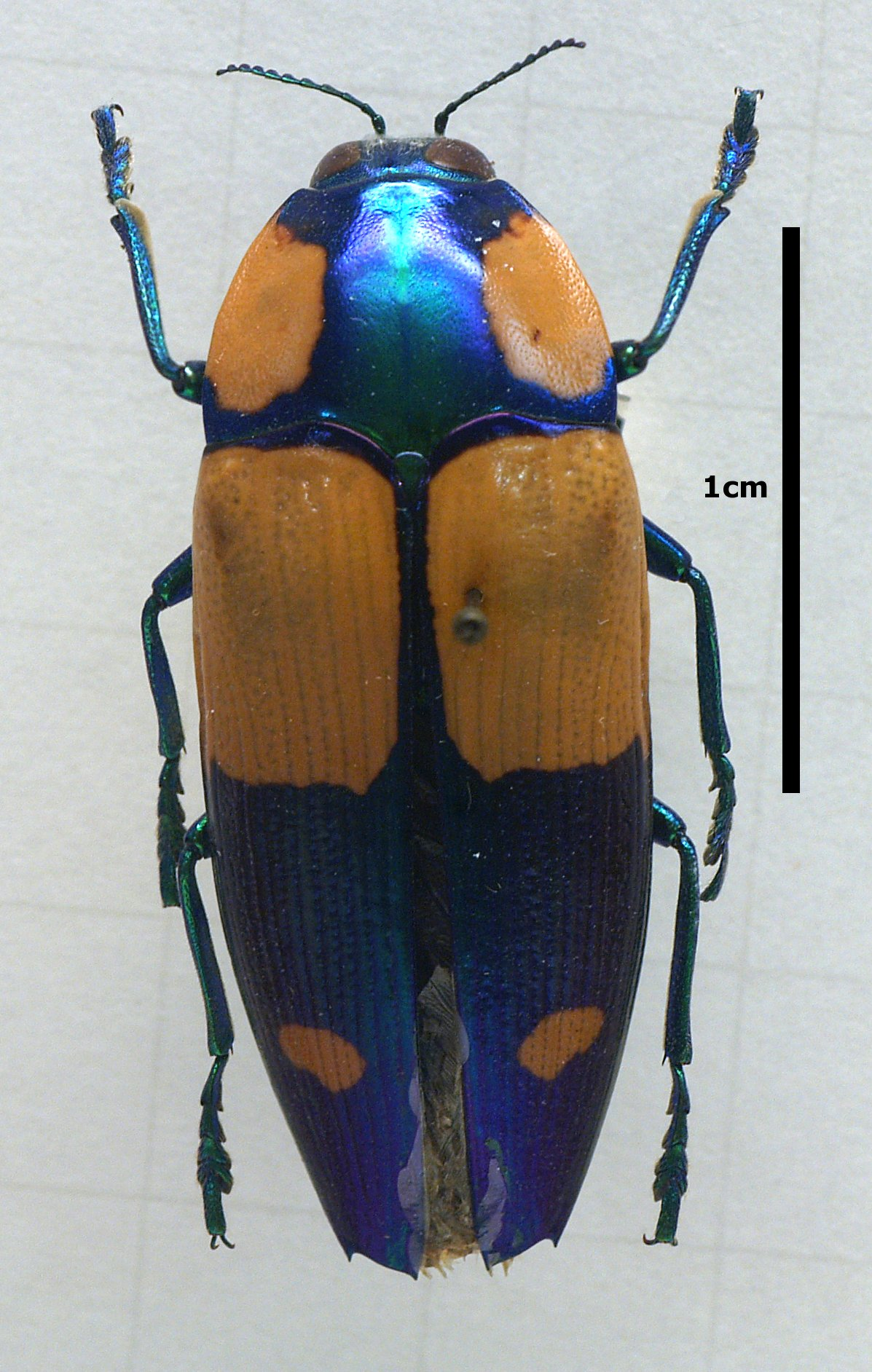
Calodema wallacei uit Australië en Nieuw-Guinea
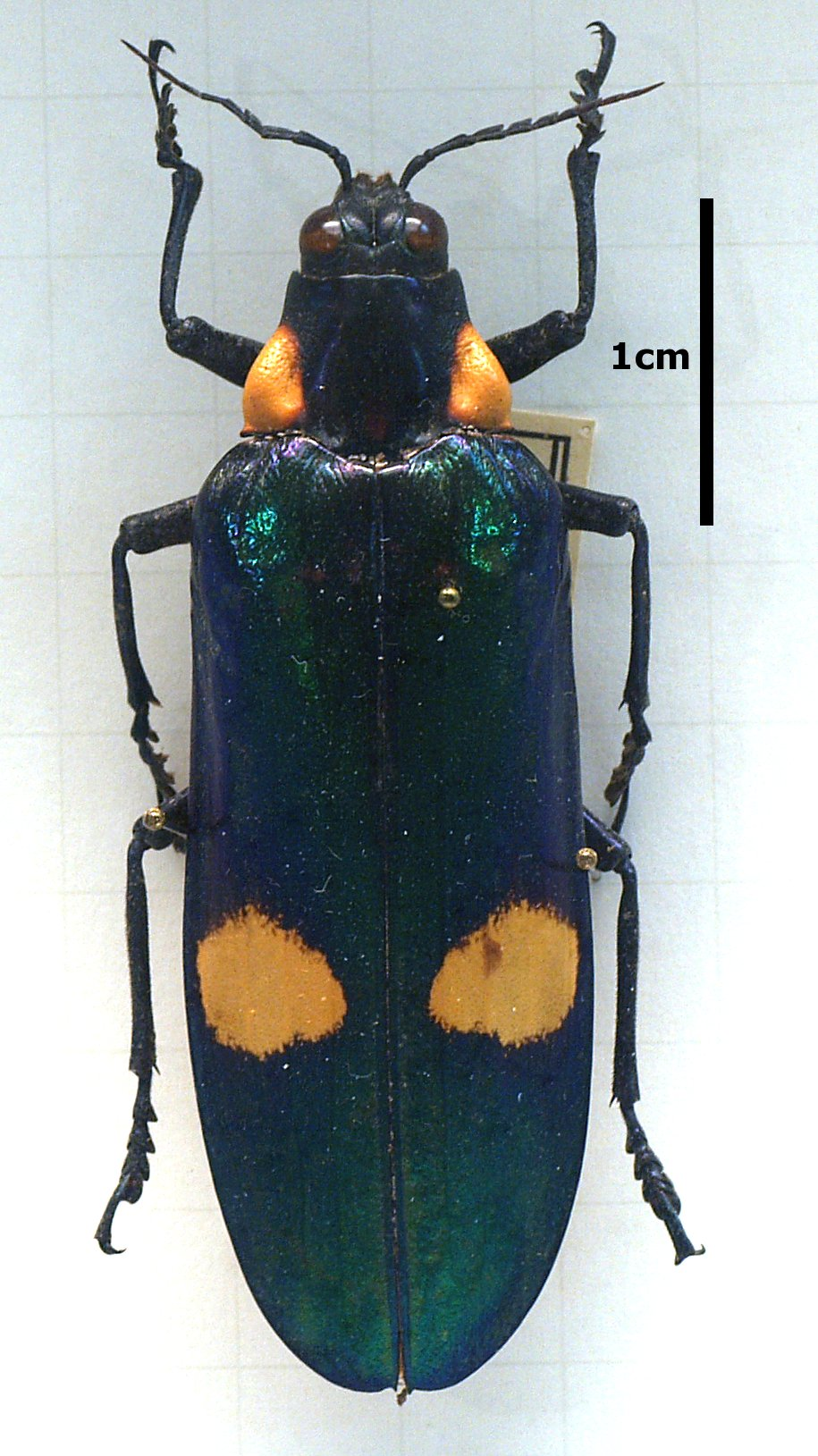
Megaloxantha bicolor uit India
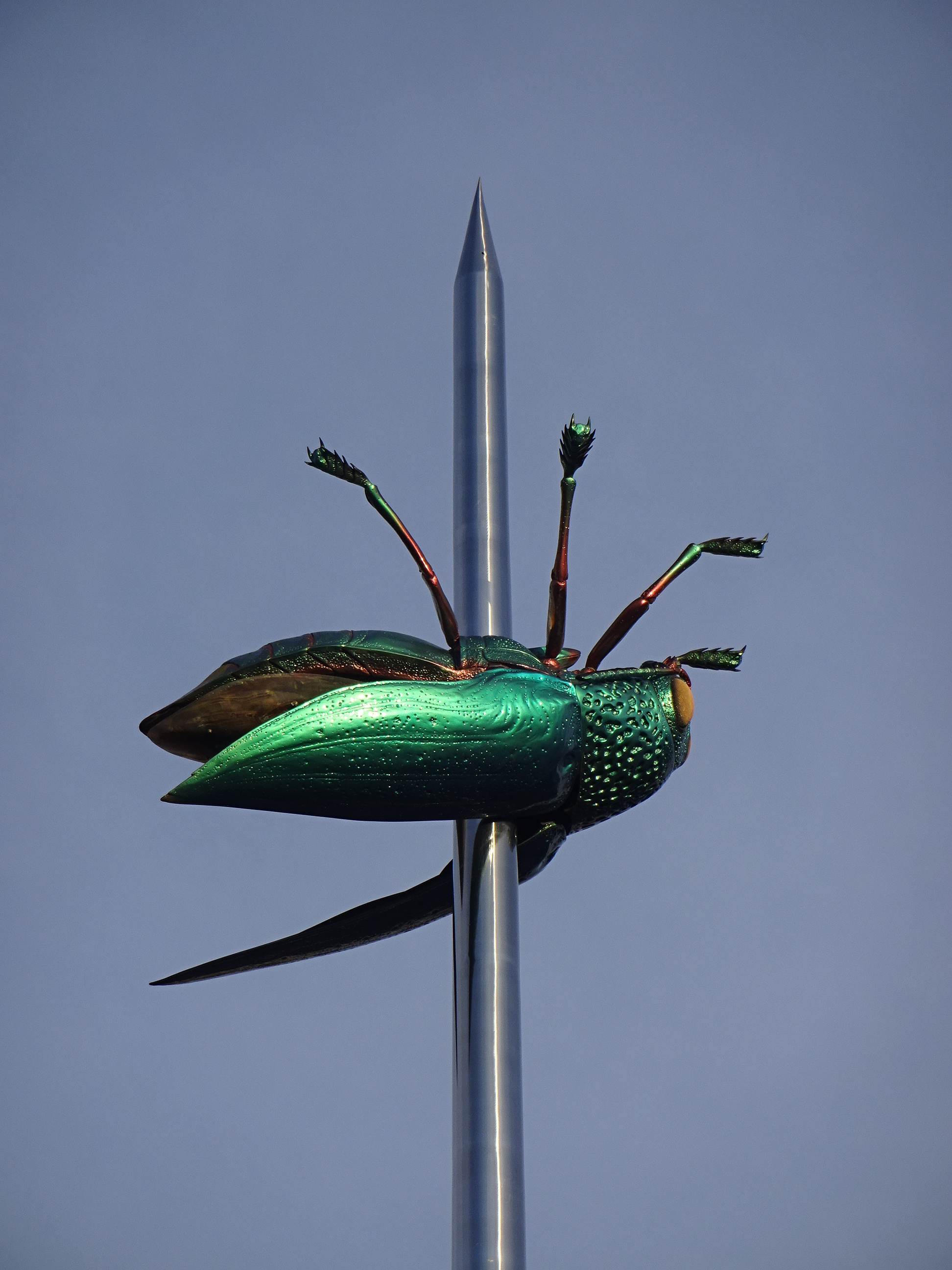
Het kunstwerk "Totem" op het Ladeuzeplein in Leuven bestaat uit een 23 m hoge naald met daarop een kever (van de familie Buprestidae) geprikt, als ware het een deel van een entomologische collectie, 450x uitvergroot